# Burgos Burpellet BH
Burgos Burpellet BH (código UCI: BBH) es un equipo ciclista profesional español, registrado en la categoría UCI ProTeam, con sede en la ciudad de Burgos, Castilla y León. Compite principalmente en el calendario de ruta de la UCI ProSeries y en los Circuitos Continentales UCI, participando también por invitación en pruebas del UCI WorldTour, incluida la Vuelta a España.

## Historia
El equipo fue fundado en 2006 bajo la denominación Viña Magna-Cropu como conjunto de categoría Continental. Durante sus primeros años tuvo distintas denominaciones comerciales, reflejo de los cambios de patrocinio, hasta consolidarse como Burgos BH en 2012 tras el ingreso del fabricante de bicicletas BH como patrocinador principal. Ese mismo año, el equipo pasó a estar gestionado institucionalmente por la Diputación Provincial de Burgos, a través de su patronato de turismo.
En la temporada 2018, el conjunto ascendió a la categoría Profesional Continental (actual UCI ProTeam), lo que le permitió disputar carreras de mayor nivel internacional mediante invitaciones, destacando su primera participación en la Vuelta a España en ese mismo año.

## Problemas de dopaje
En noviembre de 2018 la Unión Ciclista Internacional (UCI) sancionó al equipo con un periodo de 45 días por haber registrado tres casos de dopaje en un período de 12 meses de los corredores españoles David Belda, Igor Merino e Ibai Salas.

## Corredor mejor clasificado en las Grandes Vueltas
| Año  | Giro de Italia | Tour de Francia | Vuelta a España     |
| ---- | -------------- | --------------- | ------------------- |
| 2006 | -              | -               | -                   |
| 2007 | -              | -               | -                   |
| 2008 | -              | -               | -                   |
| 2009 | -              | -               | -                   |
| 2010 | -              | -               | -                   |
| 2011 | -              | -               | -                   |
| 2012 | -              | -               | -                   |
| 2013 | -              | -               | -                   |
| 2014 | -              | -               | -                   |
| 2015 | -              | -               | -                   |
| 2016 | -              | -               | -                   |
| 2017 | -              | -               | -                   |
| 2018 | -              | -               | 83.º José Mendes    |
| 2019 | -              | -               | 104.º Jetse Bol     |
| 2020 | -              | -               | 43.º Ángel Madrazo  |
| 2021 | -              | -               | 19.º Óscar Cabedo   |
| 2022 | -              | -               | 22.º Óscar Cabedo   |
| 2023 | -              | -               | 22.º Pelayo Sánchez |
| 2024 | -              | -               | -                   |

## Material ciclista
El equipo utiliza bicicletas BH. El equipo es vestido por la marca de ropa española Mobel Sport

## Sede
El equipo tiene su sede en Burgos (C/ Arenales 34).

## Clasificaciones UCI

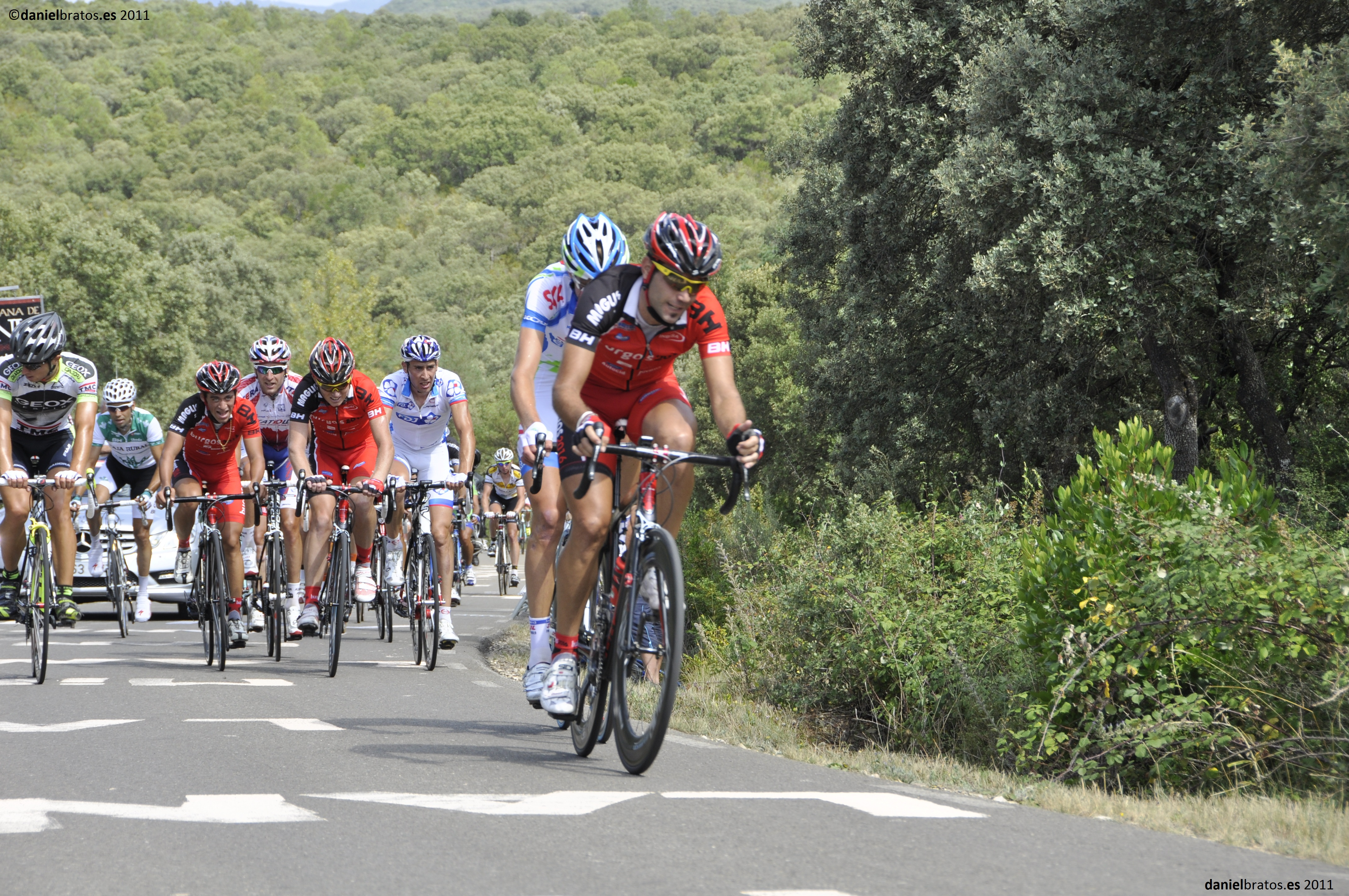
Ciclistas del Burgos 2016-Castilla y León ascendiendo al alto de San Juan del Monte en Miranda de Ebro (Vuelta a Burgos 2011).

A partir de 2005 la UCI instauró los Circuitos Continentales UCI, donde el equipo está desde que se creó en 2006, registrado dentro del UCI Europe Tour. Estando en las clasificaciones del UCI Europe Tour Ranking y UCI América Tour Ranking. Las clasificaciones del equipo y de su ciclista más destacado son las siguientes:
| Temporada                | Clasificación por equipos | Mejor corredor en la clasificación individual | Posición |
| 2005-2006 (Europe Tour)  | 41.º                      | Carlos Torrent                                | 65.º     |
| 2006-2007 (America Tour) | 26.º                      | Víctor Manuel Gómez                           | 150.º    |
| 2006-2007 (Europe Tour)  | 46.º                      | Jaume Rovira                                  | 249.º    |
| 2007-2008 (America Tour) | 36.º                      | Joaquín Sobrino                               | 183.º    |
| 2007-2008 (Europe Tour)  | 44.º                      | Sergio Pardilla                               | 40.º     |
| 2008-2009 (America Tour) | 12.º                      | Byron Guamá                                   | 13.º     |
| 2008-2009 (Europe Tour)  | 78.º                      | Joaquín Sobrino                               | 229.º    |
| 2009-2010 (America Tour) | 7.º                       | Gregory Brenes                                | 26.º     |
| 2009-2010 (Europe Tour)  | 57.º                      | Andrés Avelino Antuña                         | 246.º    |
| 2010-2011 (Africa Tour)  | 18.º                      | Jacques Janse Van Rensburg                    | 125.º    |
| 2010-2011 (Europe Tour)  | 88.º                      | David Belda                                   | 556.º    |
| 2011-2012 (Europe Tour)  | 99.º                      | Moisés Dueñas                                 | 402.º    |
| 2012-2013 (Europe Tour)  | 101.º                     | Moisés Dueñas                                 | 529.º    |
| 2012-2013 (Asia Tour)    | 31.º                      | Lluís Mas                                     | 83.º     |
| 2013-2014 (America Tour) | 36.º                      | David Belda                                   | 273.º    |
| 2013-2014 (Europe Tour)  | 42.º                      | David Belda                                   | 32.º     |
| 2013-2014 (Asia Tour)    | 26.º                      | Juan José Oroz                                | 37.º     |
| 2015 (Europe Tour)       | 81.º                      | David Belda                                   | 144.º    |
| 2016 (Europe Tour)       | 87.º                      | Pablo Torres                                  | 509.º    |
| 2017 (Europe Tour)       | 62.º                      | David Belda                                   | 449.º    |
| 2017 (America Tour)      | 37.º                      | Óscar Quiroz                                  | 99.º     |
| 2018 (Europe Tour)       | 67.º                      | Diego Rubio                                   | 484.º    |
| 2018 (Asia Tour)         | 78.º                      | Daniel López                                  | 218.º    |
| 2019 (Europe Tour)       | 40.º                      | Ángel Madrazo                                 | 381.º    |
| 2020 (Europe Tour)       | 32.º                      | Diego Rubio                                   | 318.º    |
| 2021 (Europe Tour)       | 23.º                      | Diego Rubio                                   | 424.º    |
| 2022 (Europe Tour)       | 35.º                      | Mihkel Räim                                   | 376.º    |
| 2023 (Europe Tour)       | 11.º                      | Pelayo Sánchez                                | 194.º    |

## Palmarés
Para años anteriores, véase Palmarés del Burgos Burpellet BH

### Palmarés 2025

#### UCI WorldTour
| Fechas | Carreras | Ganador |

#### UCI ProSeries
| Fechas | Carreras | Ganador |

#### Circuitos Continentales UCI
| Fechas      | Circuito             | Carreras                      | Ganador        |
| 24 de enero | UCI Asia Tour 2025   | 1.ª etapa del Tour de Sharjah | Mario Aparicio |
| 1 de marzo  | UCI Europe Tour 2025 | 4.ª etapa del O Gran Camiño   | Sergio Chumil  |

#### Campeonatos nacionales
| Fechas       | Carreras                                   | Ganador               |
| 7 de febrero | Campeonato de Uruguay Contrarreloj (CRI)   | Eric Fagúndez         |
| 21 de junio  | Campeonato de Mauricio Contrarreloj (CRI)  | Alexandre Mayer       |
| 22 de junio  | Campeonato de Guatemala Contrarreloj (CRI) | Sergio Chumil         |
| 27 de junio  | Campeonato de Mongolia Contrarreloj (CRI)  | Jambaljamts Sainbayar |
| 27 de junio  | Campeonato de Grecia Contrarreloj (CRI)    | Geórgios Boúglas      |

## Plantilla
Para años anteriores, véase Plantillas del Burgos Burpellet BH

### Plantilla 2025
| Nombre                   | Nacimiento | Nacionalidad    | Equipo 2024                          |
| Clément Alleno           | 08/10/2000 | Francia         | Burgos-BH                            |
| Rodrigo Álvarez          | 24/08/1999 | España          | Burgos-BH                            |
| Antonio Angulo           | 18/02/1992 | España          | Burgos-BH                            |
| Mario Aparicio           | 23/04/2000 | España          | Burgos-BH                            |
| Geórgios Boúglas         | 17/11/1990 | Grecia          | Burgos-BH                            |
| Josh Burnett             | 26/10/2000 | Nueva Zelanda   | MitoQ-NZ Cycling Project             |
| Daniel Cavia             | 02/06/2002 | España          | Neo (Club Ciclista Padronés-Cortizo) |
| Sergio Chumil            | 08/10/2000 | Guatemala       | Burgos-BH                            |
| Hugo de la Calle         | 12/07/2004 | España          | Neo (Club Ciclista Padronés-Cortizo) |
| David Delgado            | 13/07/2000 | España          | Burgos-BH                            |
| José Manuel Díaz Gallego | 18/01/1995 | España          | Burgos-BH                            |
| Eric Fagúndez            | 19/08/1998 | Uruguay         | Burgos-BH                            |
| José Luis Faura          | 15/09/2000 | España          | Club Ciclista Padronés-Cortizo       |
| Sinuhé Fernández         | 15/06/2000 | España          | Burgos-BH                            |
| Ángel Fuentes            | 05/11/1996 | España          | Burgos-BH                            |
| Carlos García Pierna     | 23/07/1999 | España          | Equipo Kern Pharma                   |
| George Jackson           | 20/02/2000 | Nueva Zelanda   | Burgos-BH                            |
| Vojtěch Kmínek           | 11/09/2000 | República Checa | Neo (Club Ciclista Padronés-Cortizo) |
| Tomoya Koyama            | 18/07/1998 | Japón           | Vini Monzon-Savini-Due-OMZ           |
| Merhawi Kudus            | 23/01/1994 | Eritrea         | Terengganu Cycling Team              |
| David Martín             | 19/02/1999 | España          | Team Polti Kometa                    |
| Alexandre Mayer          | 29/04/1998 | Mauricio        | Foran CCC (2025)                     |
| Ander Okamika            | 02/04/1993 | España          | Burgos-BH                            |
| Jambaljamts Sainbayar    | 04/09/1996 | Mongolia        | Burgos-BH                            |

1. ↑  Desde el 19 de junio.

Stagiaires

Desde el 1 de agosto, los siguientes corredores pasaron a formar parte del equipo como stagiaires (aprendices a prueba).
| Corredor          | Nacimiento | Nacionalidad | Equipo 2025                    |
| ----------------- | ---------- | ------------ | ------------------------------ |
| Ibai Bidaurrazaga | 23/06/2002 | España       |                                |
| Marc Torres       | 21/12/2004 | España       | Club Ciclista Padronés-Cortizo |